# Chlorotachina flaviceps
Chlorotachina flaviceps är en tvåvingeart som först beskrevs av Macquart 1851.  Chlorotachina flaviceps ingår i släktet Chlorotachina och familjen parasitflugor. Inga underarter finns listade i Catalogue of Life.